# Richard Galliano
Richard Galliano (Le Cannet, 12 dicembre 1950) è un fisarmonicista francese di musica jazz e tango di origini italiane.

## Biografia
Nato nel 1950, Galliano inizia a suonare la fisarmonica a 4 anni, sotto l'influenza del padre Luciano, fisarmonicista italiano.
Dopo un lungo e intenso periodo di studio (prese lezioni di trombone, armonia e contrappunto all'Accademia di Musica di Nizza), a 14 anni, alla ricerca di una espansione delle sue idee sulla fisarmonica, inizia ad ascoltare la musica jazz e rimane impressionato dal trombettista Clifford Brown, dal quale ha preso numerosi spunti. Di lui disse: "Ho copiato tutti i chorus di Clifford Brown, impressionato dalla sua timbrica, dalla sua energia e dal fraseggio che riusciva a sviluppare sulla potente base percussiva di Max Roach".
Affascinato da questo nuovo mondo, e stupito che la fisarmonica non avesse ancora preso parte a questa avventura, s'impegna a questo scopo unendosi a varie formazioni.
Anche Astor Piazzolla, al quale dedica l'album Piazzolla Forever, è  un importante punto di riferimento nel percorso musicale di Richard Galliano.
Le sue collaborazioni vedono la presenza di artisti come George Mraz, Al Foster, Juliette Gréco, Charles Aznavour, Ron Carter, Chet Baker, Enrico Rava, Paolo Fresu, Stefano Bollani,  Martial Solal, Miroslav Vitouš, Trilok Gurtu, Jan Garbarek, Michel Petrucciani, Michel Portal, Eddie Louiss, Dick Annegarn e Toots Thielemans.
Nel 2009 due musicisti italiani, Italo Salizzato e Willian Fornaciari, gli dedicano una loro composizione dal titolo Louisiana.
Nel 2010 altri due musicisti e compositori italiani, Gennaro Ruffolo e Andrea Vezzoli gli dedicano una loro composizione dal titolo Boutique.
Nel 2016 il fisarmonicista Roberto Palermo compose un brano dedicato a Richard Galliano dal titolo "Ascoltando Richard" presentato e suonato insieme al Maestro durante la Master class ad Asker (Norway) e poi arrangiato per fisarmonica e quintetto d'archi dal maestro Renzo Ruggieri.

## Discografia
- 1979 Joue Ravel & Debussy
- 1982 Galliano/Capon/Perrin con Jean Charles Capon e Gilles Perrin
- 1985 Spleen
- 1990 Panamanhattan con Ron Carter
- 1991 Flying The Coops con Jimmy Gourley
- 1991 New Musette
- 1992 Solo In Finland
- 1992 Blues Sur Seine con Jean Charles Capon
- 1993 Viaggio con Bireli Lagrene, Pierre Michelot e Charles Bellonzi
- 1992 Coloriage con Gabriele Mirabassi Egea Records
- 1995 Laurita
- 1996 Blow Up con Michel Portal
- 1996 New York Tango
- 1998 French Touch
- 1998 Passatori con i Solisti Dell'Orchestra Della Toscana e Stefano Bollani al pianoforte
- 1998 Tchaïkovski Concerto N°1 Pour Piano Orchestre
- 1999 CD Box Inédits solo, duo e trio
- 2001 Face To Face con Eddy Louiss
- 2001 Gallianissimo! The Best Of
- 2001-2003 Concerts con Michel Portal
- 2003 Piazzolla Forever
- 2004 Tango Forever Live
- 2004 Ruby My Dear
- 2006 Solo
- 2007 Luz Negra
- 2007 Solo
- 2007 Live In Marciac 2006 con Tangaria Quartet
- 2007 L'Hymne A L'Amour con Gary Burton, George Mraz e Clarence Penn
- 2008 Mare nostrum con Paolo Fresu e Jan Lundgren
- 2008 Ten Years Ago con la Brussels Jazz Orchestra
- 2013 Vivaldi, Quattro stagioni (per fisarmonica e quint. d'archi)/3 Arie - Richard Galliano, 2012 Deutsche Grammophon
- 2016 Mozart, Richard Galliano plays Mozart - Galliano, Deutsche Grammophon

### Con Chet Baker
- 1980 Chet Baker Meets Novos Tempos Salsamba
- 1999 Chet Baker and The Boto Brazilian Quartet